# Nissernes Ø
Nissernes Ø är en julkalender som visades i DR för första gången 2003. Serien är den tredje julkalendern om Nissebanden och följer Nissebanden i Grønland.
Julkalendern utspelar sig i Holme-Olstrup i Danmark, på Sankt Croix och på Grönland. Julkalendern fungerar mycket som en hyllning till framlidna skådespelaren Arne Hansen, som spelade herr Mortensen i de två första julkalendrarna om Nissebanden.

## Handling
Handling utspelar sig vid försäljningen av de danska västindiska öarna 1917, där tomtarna från kvarnen i Holme-Olstrup blir uppringda av de kvarvarande tomtarna på öarna, särskilt ön Sankt Croix, där de kvarglömda tomtarna bor i en fästning.

## Medverkande
- Flemming Jensen – Lunte
- Søren Pilmark – fitnesstomten Figur Figursson
- Pia Rosenbaum – spistomten Sugar
- Trine Gadeberg – universitetstomten Pyt
- Roger Matthisen – calypsotomten Jo Jo
- Niels Olsen – den bananglade affärsmannen Fornøje Frederik
- Jesper Christensen – den lömska jultomten Santa eller Skrivartomten Günther
- Christoffer Bro – Hr Fiffig-Jørgensen
- Terese Damsholt – Fru Fiffig-Jørgensen
- Mick Øgendahl – Fiffig Junior
- Kristian Halken – vakttomten Vagn
- Jan Gintberg – tomtedoktorn
- Søs Egelind – trollkvinnan Jinx
- Rasmus Lyberth – storfångaren
- Kasáluk Qavigaq – storfångarens fru
- Lotte Nygaard – Puala
- Jesper Klein – verktygsutlånaren i Holme-Olstrup

Det var bara tomten Lunte (Flemming Jensen), som repriserar sin roll från de två tidigare kalendrarna.

## Produktion
Serien är producerad för DR av Frontier Media A/S. Alla scener som utspelar sig utomhus i Västindien, spelades in på ön Saint Croix och delvis på fortet Christiansværn, som är det bäst bevarade av de fem bestående danska forten på de dansk-västindiska öarna, och i staden Christiansted, där fortet också står. De flesta av scenerna som utspelar sig inomhus i byggnader på ön spelades in i Danmark, ofta i studior, särskilt på grund av säkerhetsrisk med hänsyn till värmen på ön.